# Topelia heterospora
Topelia heterospora är en lavart som först beskrevs av Alexander Zahlbruckner, och fick sitt nu gällande namn av P. M. Jørg. & Vezda. Topelia heterospora ingår i släktet Topelia och familjen Stictidaceae.   Inga underarter finns listade i Catalogue of Life.